# Abderrahman Samba
Abderrahman Samba (* 5. září 1995 Saúdská Arábie) je katarský atlet, specializující se na běh na 400 metrů překážek. Narodil se v Saúdské Arábii otci pocházejícímu z Mauritánie, v roce 2015 se usadil v Dauhá a o rok později získal katarské občanství.
Vyhrál závod Diamantové ligy 2017 v Dauhá. Na mistrovství světa v atletice 2017 obsadil sedmé místo. Na Halovém mistrovství Asie v atletice 2018 byl členem vítězné katarské štafety na 4×400 metrů a na Asijských hrách v tomtéž roce vyhrál 400 m překážek i čtvrtkařskou štafetu. Na Meeting Areva 30. června 2018 vytvořil rekord Diamantové ligy časem 46,98 s a stal se po Kevinu Youngovi druhým v historii, kdo zaběhl 400 m překážek pod hranici 47 sekund. Vyhrál také 400 m překážek na Kontinentálním poháru v Ostravě.

## Osobní rekordy
- 200 m: 21,17 s
- 400 m: 44,60 s
- 400 m překážek: 46,98 s
- 4×400 m: 3:00,58 min
- 4×400 m hala: 3:10,08 min